# 후(後) (드라마)
《후(後)》는 2006년 5월 6일에 MBC에서 방영한 베스트극장이다.

## 줄거리
도유(이선균 분)는 소연(김혜나 분)과 함께 경남 하동 평사리에서 펜션을 운영하며 살고 있다. 펜션안의 미술 작업실에서 소연에게 그림을 배우며, 일손을 도와주며 소일하는 그들. 그러나 도유의 마음속에는 2년 전 헤어진 유진(홍수현 분)이 언제나 자리 잡고 있다. 소연은 그런 도유가 못마땅하지만, 내색하지 않고 곁에서 지켜주는 것만이 유일한 해결책이라는 것을 알고 있다. 무모하게 사업에 뛰어들었다가 실패하고 막노동을 하며 하루하루를 술로 지냈던 도유. 유진은 도유를 정성껏 보살펴주지만, 사랑하는 사람을 불행하게 만들고 싶지 않아서 도유는 유진에게 헤어지자고말한다. 하지만 헤어지자는 말로는 마음의 마침표를 찍을 수 없었다. 펜션에서 유진일행과 조우하는 도유와 유진.도유는 남자친구와 함께온 유진을 보고 아무 말도 하지 못한다.

## 등장 인물

### 주요 인물
- 이선균 : 도유 역
- 홍수현 : 유진 역

### 주변 인물
- 김혜나 : 소연 역
- 경준
- 김혜옥 : 유진의 어머니 역

### 그 외 인물
- 전성애 : 모델 주인 역
- 김초원
- 이영희
- 염재욱
- 유정석